# Charles Baudin
Charles Baudin (21. července 1792, Sedan, Francie – 7. června 1854, Ischia, Itálie) byl francouzský admirál.

## Život
Již jako šestnáctiletý ztratil Baudin v boji s Angličany roku 1808 v Indickém oceánu pravou paži. Roku 1812 jako námořní poručík a velitel brigy Renard dostal v Janově rozkaz doprovodit 14 lodí naložených municí do Toulonu. Pronásledován anglickými řadovými loďmi zachránil svou eskadru přistáním v Saint Tropez, za což byl povýšen na kapitána. Mezi jinými zásluhami byl to on, kdo navrhl Napoleonovi, po jeho porážce u Waterloo, že jej proveze anglickou blokádou, což Napoleon po krátkém váhání odmítl. Během restaurace byl postaven mimo službu a přešel roku 1816 k obchodnímu loďstvu. Okamžitě po Červencové revoluci ve vrátil k válečnému loďstvu a roku 1837 se stal kontradmirálem. Stal se velitelem loďstva intervenčních sil francouzských v Mexiku. Při tamních bojích 27. listopadu 1838 zahájil palbu na pevnost San Juan d'Ulloa u města Veracruz a pevnost se po jednom dni odporu vzdala.
V lednu 1839 byl Baudin jmenován viceadmirálem a v následujícím roce byl pověřen vojenskou a diplomatickou misí do Buenos Aires a stal se velitelem francouzské jihoamerické flotily. Roku 1841 se stal Baudin ministrem námořnictva, ale funkci brzy složil a působil jako námořní prefekt v Toulonu. Po Únorové revoluci roku 1848 byl jmenován vrchním velitelem francouzského středomořského loďstva. V této funkci se podílel na bojích proti Neapoli a na Sicílii vystoupil proti násilí generála Carla Filangeriho. Roku 1849 se s rodinou usadil na Ischii, kde zemřel. Krátce před smrtí byl povýšen na admirála.